# Never Been Kissed
Never Been Kissed (Nunca me han besado en España y Jamás besada en Hispanoamérica)
es una película estrenada en 1999, dirigida por Raja Gosnell, y protagonizada por Drew Barrymore, David Arquette, Molly Shannon y Marley Shelton.

## Argumento
Josie Geller es una editora insegura del Chicago Sun-Times que nunca ha tenido una relación real. Un día, su editor en jefe, Rigfort, le asigna un reportaje encubierto en una escuela secundaria para ayudar a los padres a ser más conscientes de la vida de sus hijos.
Su primer día en South Glen South High School es miserable. Josie vuelve a la personalidad geek que arruinó su primera experiencia en la escuela secundaria. También tiene un encuentro desafortunado con tres chicas populares desagradables, Kirsten, Gibby y Kristin, y el estudiante más atractivo y popular de la escuela, Guy Perkins. Josie pierde la esperanza, pero se tranquiliza cuando un nerd de buen corazón llamado Aldys se hace amigo de ella. Aldys, que detesta a Guy y su pandilla, invita a Josie a unirse a The Denominators, un grupo de estudiantes inteligentes.
Josie se enamora de su profesor de inglés, Sam Coulson, y se convierte en la mejor alumna de su clase. Después de recitar un extracto romántico de Shakespeare a Sam, Josie tiene recuerdos horribles de cuando leyó un poema romántico en voz alta en clase a su enamorado de la escuela secundaria, un chico popular llamado Billy Prince, quien más tarde la invitó a su baile de graduación, haciendo realidad su sueño verdadero. Sin embargo, en la noche del baile de graduación, Billy llega con otra chica y ambos lanzan huevos e insultos a Josie, humillándola y rompiéndole el corazón.
Una noche, mientras conduce con Aldys, Josie se encuentra con Guy y su pandilla en un lugar de reunión local llamado "The Court", donde se practica la promiscuidad y la bebida. Su editor en jefe, Augustus "Gus" Strauss, pierde la paciencia con Josie después de que un periódico rival saca a la luz la historia de The Court y le ordena a Josie que se haga amiga de los estudiantes populares. Él hace arreglos para que ella use una cámara oculta y pronto toda la oficina se obsesiona con su historia.
Josie le cuenta a su hermano Rob sus miedos. Rob, que era el chico más popular de su escuela secundaria, la insta a dejar atrás su antiguo yo y empezar de nuevo. Para ayudarla, Rob se inscribe como estudiante y se convierte en un éxito instantáneo. Luego usa su influencia para atraer a Josie a la multitud genial, para consternación de Aldys.
Sam y Josie se vuelven más cercanos, pero Sam lucha con sus sentimientos porque piensa que ella es una estudiante. Guy y Josie asisten al baile de graduación como Rosalind y Orlando de Como gustéis de Shakespeare. Anita, Gus y los demás compañeros de trabajo de Josie miran a través de la cámara y se llenan de alegría cuando la votan como reina del baile. Mientras Guy baila con Aldys como un supuesto acto de amistad, las chicas malas intentan arrojar comida para perros sobre Aldys. Indignada, Josie evita el incidente, tira su corona y revela su verdadera identidad. Ella elogia a Aldys por su amabilidad y advierte a los estudiantes que la personalidad de uno en la escuela secundaria no significa nada en el mundo real. Sam está herido por sus mentiras y dice que no quiere tener nada que ver con ella. Rob también está enojado, quien como estudiante falso recibió una segunda oportunidad en el béisbol. Josie, finalmente haciendo las paces, le asegura un trabajo de entrenador.
Josie promete contarle una historia a Gus y escribe un relato de su experiencia. En él, admite que nunca la han besado, describe a los estudiantes de South Glen South y confiesa su amor por Sam; toda la ciudad se conmueve. Ella escribe que se parará en medio del campo de béisbol con una cuenta regresiva y esperará a que Sam venga y la bese. Josie espera, pero el reloj se agota sin señales de Sam. A punto de darse por vencida, los suaves aplausos de la multitud dan paso a un estruendoso rugido, cuando Sam emerge para darle un beso romántico. La película termina con Sam diciéndole que le tomó una eternidad llegar aquí, un sentimiento con el que Josie está de acuerdo cuando se besan nuevamente.

## Reparto
- Drew Barrymore como Josie Geller
- David Arquette como Rob Geller
- Michael Vartan como Sam Coulson
- Leelee Sobieski como Aldys
- Molly Shannon como Anita
- John C. Reilly como Augustus "Gus" Strauss
- Jeremy Jordan como Guy Perkins
- Jessica Alba como Kirsten
- Jordan Ladd como Gibby
- Marley Shelton como Kristen
- James Franco como Jason
- Denny Kirkwood como Billy Prince
- Marissa Jaret Winokur como Sheila
- Maya McLaughlin como Lara
- Giuseppe Andrews como Denominator
- Octavia Spencer como Cynthia
- Branden Williams como Tommy
- Cress Williams como George
- Garry Marshall como Rigfort
- Sean Whalen como Merkin
- Martha Hackett como Mrs. Knox
- Jenny Bicks como Miss Haskell
- Katie Lansdale como Tracy
- Alex Solowitz como Brett

## Banda sonora
| N.º | Título                                           | Artista                | Duración |  |
| 1.  | «Never You Mind»                                 | Semisonic              | 4:09     |  |
| 2.  | «Standing By»                                    | Willis                 | 2:55     |  |
| 3.  | «Lucky Denver Mint»                              | Jimmy Eat World        | 3:26     |  |
| 4.  | «Problem»                                        | Remy Zero              | 3:30     |  |
| 5.  | «Erase/Rewind»                                   | The Cardigans          | 3:37     |  |
| 6.  | «Closer to Myself»                               | Kendall Payne          | 3:23     |  |
| 7.  | «At My Most Beautiful»                           | R.E.M.                 | 3:35     |  |
| 8.  | «Catch a Falling Star»                           | Block                  | 3:34     |  |
| 9.  | «Candy in the Sun»                               | Swirl 360              | 4:17     |  |
| 10. | «Until You Loved Me»                             | The Moffatts           | 3:27     |  |
| 11. | «Cumbia de los Muertos»                          | Ozomatli               | 3:34     |  |
| 12. | «Watching the Wheels»                            | John Lennon & Yoko Ono | 3:31     |  |
| 13. | «Please, Please, Please, Let Me Get What I Want» | The Smiths             | 1:53     |  |
| 14. | «Innocent Journey»                               | Monochrome             | 2:40     |  |
| 15. | «Don't Worry Baby»                               | The Beach Boys         | 2:08     |  |
| 16. | «A Girl Named Happiness (Never Been Kissed)»     | Jeremy Jordan          | 3:29     |  |
| 17. | «Heaven Tonight»                                 | Hole                   | 3:32     |  |

## Recepción
Los críticos dieron críticas mixtas a la película, con una puntuación de "podrido" del 57% en Rotten Tomatoes, y su lectura de consenso: "no original y la sátira de la escuela secundaria sin complicaciones añade poco al género".